# Verbund
Verbund AG (ранее была известна как Verbundgesellschaft или Österreichische Elektrizitätswirtschafts-AG) — публичная компания, являющаяся крупнейшим в Австрии поставщиком электроэнергии: покрывает около 40 % спроса Австрии и генерирует для этого 90 % гидроэнергии энергии из воды. Управляет надрегиональной (федеральной) сетью электроснабжения через свою дочернюю компанию APG. Зарегистрирован на Венской фондовой бирже; входит в её ключевом индекс. Крупнейшим мажоритарным акционером компании является правительство Австрийская республики, которому принадлежит 51%-я доля.

## История
В 1947 году, после национализации, была создана компания «Österreichische Elektrizitätswirtschafts-AG» — предшественник Verbund. В послевоенные годы самыми неотложными задачами компании были планирование, строительство и эксплуатация крупных электростанций, а также поддержание работы межрегиональной энергосистемы Австрии. Одновременно были созданы специальные подразделения для содействия строительству крупных тепловых и гидроэлектростанций. К 1955 году страна вновь получила возможность удовлетворить свои потребности в электроэнергии — полностью за счет собственных внутренних ресурсов. Однако, в результате экономического роста последующего десятилетия, уже с 1965 года возникла необходимость импортировать электроэнергию.
Первоначально, Verbund — в соответствии с действовавшими на тот момент правовыми принципами — был полностью в государственной собственности. В середине 1987 года законодательная база была изменена и компания получила возможность стать частично приватизированной: до тех пор, 51 % её акций остаётся в руках правительства Австрии.
Самые значительные перемены в недавней истории компании произошли в 1995 году — в тот год Австрия вступила в Европейский Союз, который через год начал отмену регулирования рынка электроэнергии в республике. Постановления ЕС требовали разделения производства и передачи электроэнергии, что потребовало реструктуризации компании. В то же время Verbund начала активно развивать свою международную деятельность — начиная, в основном, с Германии (1999). Кроме того, к 2003 году более половины персонала было уволено из компании.
В 2007 году фирма расширила свою деятельность, включив в неё возобновляемые источники энергии, и начала инвестировать значительные средства, в особенности — в ветряную энергетику. В середине 2009 года Verbund приобрела сеть баварских гидроэлектростанций и стала четвертым по величине производителем гидроэлектроэнергии в Европе.

## Инфраструктура
Австрийская компания «Power Grid AG», 100 % дочерняя структура Verbund AG, располагает крупнейшей и самой мощной высоковольтной сетью в стране. При общей длине линий электропередач в 3 471 км, сеть Power Grid образует основу для электроснабжения Австрии в целом, гарантируя обмен энергией между поставщиками и потребителями как на межрегиональном уровне, так и на международном.

## Бизнес-сегменты

### Гидроэнергетика
Около 90 % энергии, производимой компанией в Австрии, приходится на гидроэнергетику. Verbund управляет двадцатью электростанциями и почти девятью десятками заводов в Австрии: они расположены в альпийских регионах Зальцбург, Тироль, Каринтия и Штирия, а также вдоль всех крупных рек, таких как реки Инн, Дунай, Энс и Драу. Общая установленная мощность гидроэлектростанций компании составляет 6600 мегаватт; среднегодовое же производство электроэнергии составляет 24,8 млрд кВт*ч. В середине 2009 года, в результате приобретения компанией Verbund 13 станций на реке Инн в Баварии, производство электроэнергии выросло на 7 %; общая пиковую мощность баварских электростанций составляет 312 мегаватт, а среднегодовое производство — 1,85 миллиарда кВт*ч.

### Тепловая мощность
Verbund также является одним из крупнейших производителей тепловой энергии, а также одним из крупнейших поставщиков теплоснабжения в Австрии. Годовое производство составляет около 4 млрд кВт*ч электроэнергии и 900 млн кВт*ч тепла. В настоящее время в эксплуатации находятся три из девяти тепловых электростанций компании с комбинированным производством тепловой и электрической энергий: Dürnrohr, Mellach и Neudorf-Werndorf II — вместе они имеют установленную мощность в 815 МВт.

### Ветрогенерация
С 2009 года Verbund эксплуатирует три ветряные электростанции в Австрии: в Брук-ан-дер-Лайте, Холлерне и Петронелль-Карнунтуме — с общей установленной мощностью в 49 МВт. Другие ветряные станции планируются или строятся в Болгарии и Румынии. В Испании Verbund управляет двумя солнечными энергоустановками.

## Структура группы

### Бизнес-подразделения
Verbund имеет деловые отношения с компаниями, расположенными в более чем 20 странах мира, а также — 13 офисов и / или акционерных компаний по всей Европе и одну — в Турции. В 2008 финансовом году Verbund показал лучший результат в своей истории: около 2500 сотрудников компании помогли фирме достичь оборота в более чем 3,7 млрд евро с прибылью (EBIT) — более чем в 1,1 млрд.

### Структура акционеров
Более половины компании (51 %) принадлежит Республике Австрия, более 25 % — синдикату EVN и Wiener Stadtwerke, а около 5 % — TIWAG (региональному поставщику электроэнергии в Тироле); оставшиеся (<20 %) акции свободно обращаются на рынке.